# Oglianico
Oglianico est une commune italienne de la ville métropolitaine de Turin, dans la région Piémont, en Italie.

## Administration
| Période                                  | Période  | Identité       | Étiquette    | Qualité |
| ---------------------------------------- | -------- | -------------- | ------------ | ------- |
| 14 juin 2004                             | En cours | Onorino Freddi | lista civica |         |
| Les données manquantes sont à compléter. |          |                |              |         |

### Hameaux
- frazione : San Francesco Benne ;
- bourg, borgata : San Grato.

### Communes limitrophes
Salassa, Rivarolo Canavese, San Ponso, Busano, Favria, Rivarossa, Front.

### Évolution démographique
Habitants recensés